# Luke Kunin
Pour les articles homonymes, voir Kunin (homonymie).
Luke Kunin (né le 4 décembre 1997 à Chesterfield dans l'État du Missouri aux États-Unis) est un joueur professionnel américain de hockey sur glace. Il évolue au poste de centre.

## Biographie
En 2015-2016, il conclut son année recrue avec une récolte de 32 points en 34 matchs avec les Badgers du Wisconsin. Il est d'ailleurs nommé dans l'équipe des recrues de la conférence Big-Ten dans la NCAA. Éligible au repêchage d'entrée dans la LNH 2016, il est sélectionné au 15e rang au total par le Wild du Minnesota. 
Le 5 janvier 2017, il remporte la médaille d'or en tant que capitaine de l'équipe américaine junior grâce à une victoire de 5-4 contre le Canada en fusillade en finale du Championnat du monde junior de hockey sur glace 2017. À la fin de sa 2e saison au Wisconsin, Kunin décide de quitter les Badgers et signe son contrat d'entrée avec le Wild, le 23 mars 2017. Il consent également à un essai amateur avec le Wild de l'Iowa jusqu'à la fin de la 2016-2017.
Le 7 octobre 2020, il est échangé aux Predators de Nashville avec un choix de 4e ronde en 2020 en retour de Nick Bonino et de choix de 2e et 3e tour au repêchage de 2020.
Les Sharks de San José font son acquisition, le 8 juillet 2022, en retour de John Leonard et d'un choix de 3e ronde en 2023.

## Statistiques

### En club
| Saison     | Équipe                                  | Ligue      |     | Saison régulière | Saison régulière | Saison régulière | Saison régulière | Saison régulière |   | Séries éliminatoires | Séries éliminatoires | Séries éliminatoires | Séries éliminatoires | Séries éliminatoires |
| Saison     | Équipe                                  | Ligue      | PJ  | B                | A                | Pts              | Pun              | PJ               | B | A                    | Pts                  | Pun                  |                      |                      |
| 2013-2014  | United States National Development Team | USHL       | 32  | 11               | 12               | 23               | 27               | -                | - | -                    | -                    | -                    |                      |                      |
| 2014-2015  | United States National Development Team | USHL       | 20  | 10               | 4                | 14               | 12               | -                | - | -                    | -                    | -                    |                      |                      |
| 2015-2016  | Université du Wisconsin                 | NCAA       | 34  | 19               | 13               | 32               | 34               | -                | - | -                    | -                    | -                    |                      |                      |
| 2016-2017  | Université du Wisconsin                 | NCAA       | 35  | 22               | 16               | 38               | 30               | -                | - | -                    | -                    | -                    |                      |                      |
| 2016-2017  | Wild de l'Iowa                          | LAH        | 12  | 5                | 3                | 8                | 16               | -                | - | -                    | -                    | -                    |                      |                      |
| 2017-2018  | Wild de l'Iowa                          | LAH        | 36  | 10               | 9                | 19               | 34               | -                | - | -                    | -                    | -                    |                      |                      |
| 2017-2018  | Wild du Minnesota                       | LNH        | 19  | 2                | 2                | 4                | 13               | -                | - | -                    | -                    | -                    |                      |                      |
| 2018-2019  | Wild du Minnesota                       | LNH        | 49  | 6                | 11               | 17               | 27               | -                | - | -                    | -                    | -                    |                      |                      |
| 2018-2019  | Wild de l'Iowa                          | LAH        | 28  | 12               | 8                | 20               | 30               | 11               | 6 | 2                    | 8                    | 18                   |                      |                      |
| 2019-2020  | Wild du Minnesota                       | LNH        | 63  | 15               | 16               | 31               | 55               | 4                | 2 | 0                    | 2                    | 2                    |                      |                      |
| 2020-2021  | Predators de Nashville                  | LNH        | 38  | 10               | 9                | 19               | 13               | 6                | 2 | 0                    | 2                    | 2                    |                      |                      |
| 2021-2022  | Predators de Nashville                  | LNH        | 82  | 13               | 9                | 22               | 99               | 4                | 0 | 1                    | 1                    | 4                    |                      |                      |
| 2022-2023  | Sharks de San José                      | LNH        | 31  | 5                | 8                | 13               | 42               | -                | - | -                    | -                    | -                    |                      |                      |
| Totaux LNH | Totaux LNH                              | Totaux LNH | 282 | 51               | 55               | 106              | 249              | 14               | 4 | 1                    | 5                    | 8                    |                      |                      |

### En équipe nationale
| Année | Équipe             | Compétition                  |   | PJ | B | A | Pts | Pun           |  | Résultat |
| 2014  | États-Unis -17 ans | Défi mondial -17 ans         | 6 | 2  | 4 | 6 | 0   | Médaille d'or |  |          |
| 2015  | États-Unis -18 ans | Championnat du monde -18 ans | 7 | 6  | 0 | 6 | 2   | Médaille d'or |  |          |
| 2017  | États-Unis junior  | Championnat du monde junior  | 7 | 2  | 2 | 4 | 25  | Médaille d'or |  |          |
| 2019  | États-Unis         | Championnat du monde         | 3 | 0  | 0 | 0 | 0   | 7e place      |  |          |
| 2024  | États-Unis         | Championnat du monde         | 8 | 1  | 2 | 3 | 4   | 5e place      |  |          |

## Trophées et honneurs personnels
- 2015-2016 :
  - nommé dans l'équipe des recrues de Big-Ten.
- 2016-2017 :
  - nommé dans l'équipe du championnat de Big-Ten.
  - nommé dans la deuxième équipe d'étoiles de Big-Ten.